# Ванслова, Елена Гавриловна
Ва́нслова Елена Гавриловна (2 октября 1931, Москва — 9 июня 2018, Москва) — советский и российский культуролог, одна из основоположников музейной педагогики в России, учредитель и председатель Объединения музейных педагогов в России, кандидат филологических наук, член Союза журналистов России. Автор около 200 статей и книг по музейной педагогике.

## Биография
Родилась 2 октября 1931 года в Москве в интеллигентной семье. Дед — профессор Плехановского института, отец, Ванслов Гавриил Михайлович — дирижёр симфонического оркестра, мать — литературный редактор.
Окончила филологический факультет МГУ, в 1958 году аспирантуру Московского государственного педагогического института им. В. И. Ленина.
В 1964 году с подачи Бэллы Клюевой, ее подруги по аспирантуре, была зачислена в издательство «Мир».
В 1965—1974 годах — редактор серии «Зарубежная фантастика», составитель «Антологии сказочной фантастики». Автор нескольких предисловий и послесловий к сборникам фантастики, автор переводов с английского.
В 1970-е годы пришла работать в НИИ культуры заведующей сектором литературных музеев, где изучала отечественные музеи, проводя социологические исследования. Обобщала и пропагандировала опыт сотрудников музеев, работающих со школами.
Получив возможность выезжать в зарубежные командировки, она изучала опыт европейских музеев по созданию интерактивных экспозиций и заложила основы будущей отечественной музейной педагогики.
Создавая программы по работе с младшими школьниками, разработала системный подход, который вошел в историю как «музейный всеобуч». Программа включала циклы занятий с применением новых методик, направленных на активизацию ребёнка в музее и выявление его творческих способностей.
В течение 10 лет Ванслова работала над авторской программой по музейной педагогике «Музей и культура», апробировала ее в московских школах, став рядовым музейным педагогом. Много лет являлась преподавателем прогимназии № 1768 г. Москвы.
В 2003 году стала лауреатом конкурса «Грант Москвы в области наук и технологий в сфере образования».
В 2004 году — старший научный сотрудник Московского института развития образования.
В 2005 году впервые познакомила французских специалистов с методикой и технологиями музейной педагогики в России на конференции «Культура и дети глазами музейного педагога», проводившейся в городе Ди (Франция).

## Объединение музейных педагогов России
22 июня 1984 года в НИИ культуры Ванслова организовала и провела первый семинар «Музей и подрастающее поколение», который с тех пор стал систематическим, собирая музейных педагогов страны для обсуждения их профессиональных проблем.
В 1997 году была создана Российская Ассоциация музейных педагогов, президентом которой единодушно избрали Е. В. Ванслову.
В 1990-е годы семинары музейных педагогов проводились под эгидой Московского института развития образовательных систем, площадкой долгое время являлся Химико-технологический университет им. Д. И. Менделеева, затем Дворец пионеров на Воробьевых горах.
В 2000—2010 годах — председатель Объединения музейных педагогов России. Всего ею было проведено 30 Всесоюзных, а позднее Всероссийских семинаров «Музей и подрастающее поколение».
- Ванслова Е. Г. Творческая лаборатория писателя в экспозиции // Современные литературные музеи: некоторые вопросы теории и практики. М., 1977. С. 6-31. (Сб. науч. тр./ НИИ культуры; № 111).
- Ванслова Е. Г. Музейная культура // Вопросы деятельности литературных музеев-заповедников (по материалам социологического исследования). М.: НИИК, 1981 (Тр. Вып.105. С.23-25).
- Литературные музеи СССР: Справочник / Сост. Е. Г. Ванслова, А. К. Ломунова, Ю. У. Гуральник. М.: НИИ культуры, 1981.
- Ванслова Е. Г. Некоторые аспекты эстетического воспитания в музеях // Коммунистическое воспитание учащихся музейными средствами. М.: НИИК. 1983 (Тр. Вып. 122. С. 107—114).
- Ванслова Е. Г. Роль музея в формировании исторического сознания у школьников (по материалам исследования «Музей и школа». М.: НИИК, 1984 (Тр. Вып. 133. С. 100—109).
- Музей и школа. Пособие для учителей. (Е. Г. Ванслова, А. К. Ломунова, Э. А. Павлюченко и др.) М., Просвещение, 1985.
- Ванслова Е. Г. Аудитория 2000 года //Советский музей, 1986. № 1 (87). С. 32-35.
- Ванслова Е. Г. На берегах туманного Альбиона // Советский музей. 1987. № 3. С.72-76; № 4 С. 75-77.
- Ванслова Е.Г., Пищулин Ю.П. Литературные места России. М., 1987.
- Литературные музеи СССР: Справочник / Сост. Е. Г. Ванслова и др. М.: НИИ культуры, 1988.
- Музейный всеобуч. Научно-практические рекомендации. М., НИИК. 1989.
- Создание системы работы с подрастающим поколением музейными средствами. Методические рекомендации. М., НИИК;. 1989.
- Ванслова Е. Г. Программа курса для прогимназии им. Кирилла и Мефодия // Гимназия (концепция, идеи, программы, учебные планы, первые шаги…). Пермь., 1992. Вып. 1. С. 105—114.
- Ванслова Е. Г. Музейный всеобуч: возможно ли это? // Искусство в школе. 1994. № 2. С.36-38.
- Ванслова Е. Г. Первые итоги // Методический вестник. Карельский ИУУ. Петрозаводск. 1994. № 2.
- Ванслова Е. Г. Программа «Музей и культура» и ее будущее // Музей. Образование. Культура. Процессы интеграции. М., 1999. С. 45-51.
- Ванслова Е. Г. Музейная педагогика // Воспитание школьников. 2000. № 4. С. 11-15.
- Ванслова Е. Г. Музей и культура. Программа для учителей начальных классов и музейных работников. М., МИРОМ. 2001.
- Ванслова Е. Г. Музейная педагогика и культура. Культурное пространство человечества и духовный мир педагога. М.: Ассоциация творческих учителей России, 2002. С. 73-75.
- Ванслова Е. Г. Музейная педагогика и культура // Сборник творческих программ, концепций и методических разработок. Вып. 4. М.: Ассоциация творческих учителей, 2002. С. 58-65.
- Ванслова Е. Г. О роли музейной педагогики в решении проблемы вандализма // Воспитание школьников. 2002. № 7. С. 11-13.
- Ванслова Е. Г. Роль семьи в реализации программы «Музей и культура» в сб.: Музей для всех. М.: АПРИКТ, 2003. С. 122—129.
- Ванслова Е. Г. Культура и дети глазами музейного педагога или как стать счастливее. М., 2004.
- Ванслова Е. Г. Программа и методические материалы для учителя начальных классов и педагога дополнительного образования. Курс «Музей и культура» в 1-4 классах образовательных учреждений. М., 2004. С. 1-176.
- Ванслова Е. Г. Градусник самоуважения // Мир музея. 2005. № 8. С. 46.
- Ванслова Е. Г. Музейная педагогика в XXI веке // Мир музея. 2005. № 3. С. 25-27.
- Ванслова Е. Г. Музейная педагогика штурмует Альпы // Мир музея. 2006. № 6. С. 44-45.
- Ванслова Е. Г. Раздвигаем границы эстетического образования // Искусство в школе. 2008. № 3. С. 28-29.
- Ванслова Е. Г. Как все начиналось… // Музей. 2010. № 11. С. 38-40.
- Ванслова Е. Г. Культура и дети. Взгляд музейного педагога. М., 2012.

Сборники семинара «Музей и подрастающее поколение»
- ХХII Всероссийский семинар «Музей и подрастающее поколение». Сб. материалов. М., 1999.
- ХХIII Всероссийский семинар «Музей и подрастающее поколение». Сб. материалов. М., 2000.
- ХХIV Всероссийский семинар «Музей и подрастающее поколение». Сб. материалов. М., 2001.
- ХХV Всероссийский семинар «Музей и подрастающее поколение». Сб. материалов. М., 2002.
- ХХVI Всероссийский семинар «Музей и подрастающее поколение». Сб. материалов. М., 2003.
- ХХVI Всероссийский семинар «Музей и подрастающее поколение». Сб. материалов. М., 2005.
- ХXVIII Всероссийский семинар «Музей и подрастающее поколение». Сб. материалов. М., 2006.
- ХХІХ Всероссийский семинар «Музей и подрастающее поколение». Сб. материалов. М., 2007.